# Ahmadi (Hormozgan)
Ahmadi (perski: احمدي) – wieś w Iranie, w ostanie Hormozgan. W 2006 roku liczyła 142 mieszkańców w 33 rodzinach.